# Hyperloop
Гиперлуп (МФА: [haipə' lu:p], с англ. — «гиперпетля») — проект вакуумного поезда, предложенный в 2013 году американским венчурным предпринимателем Илоном Маском. До конца не реализован, однако попытки Маска добиться разрешения глав многих государств на использование этих поездов до сих пор продолжаются. На сегодняшний день построены испытательные полигоны в Хоторне (компания SpaceX, длина трассы 1,5 км) и Лас-Вегасе (компания Virgin Hyperloop One, длина 0,5 км). Возводится также полигон в Тулузе (компания HyperloopTT, участки длиной 1 км и 320 м). Максимальная достигнутая на испытаниях скорость порядка 450—460 км/ч.
Заключены соглашения о строительстве эксплуатационных трасс длиной 10 км в городах Дубай и Тунжэнь (компания HyperloopTT), сроки реализации проектов неизвестны. Принадлежащая Илону Маску Boring Company возводит тоннель между городами Балтимор и Вашингтон.
В декабре 2023 года было сообщено о прекращении деятельности компании Hyperlooр One. К настоящему времени ни одной трассы построено не было.
Однако работу над аналогичным проектом продолжила в Китае компания CASIC, и в феврале 2024 года она испытала в тестовом двухкилометровом тоннеле капсулу на магнитной подушке, которая набрала скорость свыше 623 километров в час, побив предыдущий рекорд среди поездов на магнитной подушке.

## Предыстория
Впервые концепция вакуумного поезда была предложена американским ученым Робертом Годдардом в 1904 году.
Первый проект движения поездов в вакууме в России был предложен в 1911 году российским ученым Борисом Вейнбергом. По его замыслу, внутри трубы, из которой откачан воздух, должна была перемещаться капсула. Она приводилась в движение с помощью «электромагнитной пушки» и теоретически могла развивать скорость 800—1000 км/ч. Учёный провёл опыты в Томском технологическом институте по перемещению капсулы в трубе, но воплощению идеи помешала Первая мировая война.
В целом история движения поездов в вакууме описана во множестве источников задолго до 2013 года, что отражено в публикации «Магнитолет профессора Вейнберга».
Идея Hyperloop возникла в ответ на правительственный проект высокоскоростной железной дороги California High-Speed Rail, которая к 2029 году должна соединить Лос-Анджелес и Сан-Франциско. «Высокоскоростная» линия предполагает движение поездов со скоростью свыше 322 км (200 миль) в час, стоимость проекта в опубликованном в апреле 2012 года бизнес-плане была оценена в $68,4 млрд. По этому поводу Илон Маск заявил, что калифорнийская дорога станет самой медленной среди скоростных железнодорожных магистралей мира и при этом самой дорогой в пересчёте на милю.
Впервые Маск упомянул о Hyperloop в интервью с Сарой Лэйси, которое дал в июле 2012 года на мероприятии PandoDaily в Санта-Монике. Предприниматель пообещал, что новое транспортное средство будет в 2 раза быстрее самолёта и в 3—4 раза быстрее скоростного поезда, время в пути от Лос-Анджелеса до Сан-Франциско (расстояние 561 км по прямой) займёт всего 30 минут. Позже Маск сделал ещё ряд громких заявлений: проект окажется в 10 раз дешевле по сравнению с California High-Speed Rail; транспорт не будет подвержен авариям; дорога должна работать от солнечной энергии; пассажирам не придётся подстраиваться к расписанию, ибо транспортные капсулы будут двигаться с короткими интервалами, как в метро; все спецификации окажутся в свободном доступе. Наконец, в августе 2013 года была опубликована 58-страничная «альфа-версия» проекта.

## Описание идеи

### Первая концепция (август 2013)
Илон Маск подавал свою идею как пятый вид транспорта после поезда, самолёта, автомобиля и корабля. По его словам, это нечто среднее между «Конкордом», рельсотроном и столом для аэрохоккея. Hyperloop был задуман как расположенный на опорах надземный трубопровод, внутри которого со скоростью от 480 до 1102 км/ч (в зависимости от ландшафта) с интервалом в 30 секунд в одном направлении перемещаются одиночные транспортные капсулы длиной 25—30 м. Предусмотрены два варианта системы:
- пассажирский — предполагает внутренний диаметр трубопровода 2,23 м, сечение капсулы 1,35 м в ширину х 1,1 м в высоту, площадь лобовой проекции 1,4 м², капсула вмещает 2 ряда сидячих мест по 14 кресел в каждом;
- пассажиро-грузовой (нечто вроде парома, даёт возможность пассажирам перемещаться вместе с их легковыми автомобилями) — внутренний диаметр трубы 3,3 м, лобовая проекция капсулы 4,0 м².

Ключевым фактором обнародованной 12 августа 2013 года концепции было стремление к дешевизне системы. Поэтому Маск взял за основу модель вакуумного поезда, преимуществом которого является отсутствие необходимости преодолевать трение опоры и встречное сопротивление воздуха. Однако предприниматель усовершенствовал идею: по его мнению, нет смысла стремиться к достижению в трубе полного вакуума. Достаточно поддержания форвакуума, а именно давления в 100 Па (это 1/1000 от атмосферного давления) — дальнейшее снижение давления невыгодно, потому что ведёт к экспоненциальному росту затрат. В то же время поддерживать форвакуум можно с помощью насосов умеренной мощности и стенок трубы из обычной стали толщиной 20—25 мм.
Однако на предусмотренной проектом скорости транспортное средство всё равно сталкивается с набегающими воздушными массами. Маск решил использовать их для создания воздушной подушки: расположенные в носу транспортной капсулы специальные направляющие и вентилятор должны перенаправлять встречный поток воздуха под днище. В условиях форвакуума для создания воздушной подушки достаточно будет обеспечить давление в 9,4 кПа, что потребует подачи всего 200 г воздуха в секунду. Тем самым Маск отказывается от гораздо более дорогой в реализации идеи магнитной подушки.
Капсула должна приводиться в движение линейным электродвигателем. Статором послужит алюминиевый рельс длиной 15 м на полу трубы, который нужен только через каждые 110 км. Ротор будет находиться в каждой капсуле, при этом требуемая постоянная мощность составляет всего 100 кВт. Поскольку система будет приводиться в движение электричеством, предусмотрено получение энергии с помощью солнечных батарей. Они должны вырабатывать 57 МВт электроэнергии при потребности системы только в 21 МВт. Поскольку статор выполняет не только ускорение, но и торможение, в последнем случае кинетическая энергия капсулы также преобразуется в электрическую. От продажи излишков энергии планируется выручать $25 млн ежегодно, что создаст дополнительный источник финансирования эксплуатационных расходов. Как результат, билет в один конец должен стоить $20, и при общей стоимости системы $7,5 млрд окупаемость проекта будет достигнута за 20 лет.
На случай возникновения аварийных ситуаций предусмотрено следующее:
- в носу капсулы за вентилятором расположен электрический компрессор — он должен накапливать на борту сжатый воздух на случай разгерметизации (при этом баллоны неизбежно будут нагреваться до 585 °C; их планируется охлаждать водой, для поездки в один конец потребуется 400 кг воды[14]);
- в корме размещаются 1,5 т аккумуляторов, заряда которых хватит на 45 минут — этого достаточно, чтобы при перебоях с электропитанием добраться до ближайшей станции.

### Результаты моделирования
Проведённое в сентябре 2013 года работниками Ansys компьютерное моделирование показало, что идея осуществима, однако нуждается в доработке. Необходимы корректировки следующего рода:
- форму капсулы нужно сделать более обтекаемой;
- требуется бороться с нагревом оболочки капсулы;
- следует предотвратить вращение капсулы вокруг продольной оси.

В ноябре того же года в своём блоге на сайте компании The MathWorks Ги Руло (англ. Guy Rouleau) поделился результатами собственного моделирования, которое показало, что по условиям трассы между Лос-Анджелесом и Сан-Франциско скорость 1220 км/ч будет недостижима.
В январе 2015 года на ежегодной конференции Американского института аэронавтики и астронавтики (AIAA SciTech 2015) специалисты NASA Glenn Research Center представили свои результаты моделирования, выполненного в открытой программной среде OpenMDAO. Ключевыми их выводами стало то, что диаметр трубы надо увеличить примерно в 2 раза, а опасение нагрева капсулы из-за трения воздуха является преувеличенным. Материалы, связанные с данным моделированием, выложены на GitHub.

### Последующие доработки
Наработки конкурирующих команд пока далеки от завершённости. Так, HTT отказался от использования воздушной подушки, поскольку она может создать проблемы с управлением, и выбрал магнитную левитацию. Virgin Hyperloop One тоже предпочёл магнитную левитацию, только не активную (как у маглева), а пассивную. Эта технология разработана в Ливерморской национальной лаборатории, она предполагает, что постоянные магниты прикреплены к капсуле, тем самым движутся над проводящей поверхностью.

### Капсула команды WARR Hyperloop
Абсолютные рекорды скорости (457 и 463 км/ч) были установлены 22 июля в 2018 и 2019 годах студенческой командой WARR Hyperloop из Мюнхенского технического университета, победительницей всех трёх соревнований Hyperloop pod competition. К настоящему моменту не построено ни одной трассы Hyperloop, где капсула приводилась бы в движение методом электромагнитной катапульты, как в классической концепции вакуумного поезда. Поэтому участники соревнований должны были создавать самодвижущиеся капсулы на электрических двигателях. 70-килограммовая капсула команды из Мюнхена оснащена восемью электромоторами суммарной мощностью 240 кВт.
22 июля 2019 года на конкурсе SpaceX Hyperloop Pod команда Мюнхенского университета установила очередной скоростной рекорд, разогнав капсулу Hyperloop до 463 км/ч.

## Конкуренция проектов

### HyperloopTT
Поскольку Маск объявил, что сам заниматься реализацией Hyperloop не собирается, появилось несколько групп энтузиастов, которые решили воплотить проект в жизнь самостоятельно. Уже спустя месяц после публикации «альфа-версии» группа специалистов Ansys во главе с Сандипом Совани (англ. Sandeep Sovani) провела компьютерное моделирование, которое показало принципиальную возможность реализации идеи. Результаты моделирования побудили оказать проекту поддержку со стороны краудсорсинговой платформы JumpStartFund, в ходе голосования на которой проект получил более 300 голосов.
Для реализации идеи было решено создать компанию Hyperloop Transportation Technologies (HTT или HyperloopTT), ключевыми фигурами которой являются сооснователь JumpStartFund Дирк Алборн и президент SpaceX Гвинн Шотвелл. Бизнес-модель компании не совсем обычна: она объединяет волонтёров, которые трудятся бесплатно, рассчитывая в случае успеха на долю возможной выручки с проекта. На сегодня проект собрал 200 добровольцев из Cisco Systems, Boeing, Гарвардского университета и Школы архитектуры и дизайна Калифорнийского университета в Лос-Анджелесе. Сотрудничество такой массы людей основано на том, что проект разбит на мелкие задачи. Взаимодействие участников обеспечивается с помощью Google Docs и еженедельных групповых видеоконференций.
В феврале 2015 года объявлено о том, что HTT достигла соглашения с девелопером эко-города Долина Квэя, возведение которого должно начаться в 2016 году в округе Кингс штата Калифорния, о строительстве там первой 8-километровой трассы. Необходимые для строительства $100 млн компания надеялась привлечь с помощью IPO. В марте 2016 года Дирк Алборн объявил о подписании с правительством Словакии договора о строительстве трассы, которая соединит Братиславу с Веной и Будапештом. Время поездки по ней должно составлять восемь минут. При этом сроки реализации проекта Алборн не обозначил.
В июле 2017 года Алборн заявил, что его компания заказала создание первой капсулы для полевых испытаний у испанского производителя авиационных фюзеляжей Carbures и получила территорию для строительства научно-исследовательского центра в Тулузе (Франция). Выбор маршрута первой эксплуатационной линии был осуществлён в апреле 2018 года. Это будет трасса длиной 10 км между аэропортом Аль-Мактум и местом проведения выставки Экспо-2020 в Дубае (ОАЭ). Соответствующее соглашение было заключено с Aldar Properties. При этом глава HyperloopTT не спешит называть конкретные сроки окончания строительства. Ожидается, что в будущем трасса свяжет Дубай с Эр-Риядом (Саудовская Аравия). Тогда же было объявлено о начале строительства испытательного полигона в Тулузе, состоящего из двух участков — длиной 320 м для грузовых капсул и длиной 1 км для пассажирских. Завершение пассажирской трассы планируется на июль-август.
В июле 2018 года был выбран второй маршрут: HTT учредил совместное предприятие с муниципалитетом китайского города Тунжэнь для строительства 10-километровой трассы между городом и местным аэропортом Tongren Fenghuang Airport. Стоимость проекта оценена в $295 млн. На втором этапе планируется продлить дорогу до горы Фанцзиньшань, в этом случае протяжённость маршрута вырастет до 50 км.
В конце февраля-начале марта 2019 года компания объявила о завершении строительства в Тулузе первой испытательной трассы длиной 320 м, начало испытаний назначено на апрель. Тогда же в испанском городе Эль-Пуэрто-де-Санта-Мария впервые представлена пассажирская капсула Hyperloop в натуральную величину. Капсула имеет длину 15 метров при массе 5 тонн, рассчитана на 28-40 пассажиров.

### Virgin Hyperloop One
Другая команда сформирована Шервином Пишеваром — первым инвестором Uber, основателем венчурного фонда Sherpa Ventures, крупным спонсором Демократической партии США. На конференции All Things Digital в мае 2013 года Пишевар публично просил Маска обнародовать детали Hyperloop. После публикации три месяца спустя подробностей проекта Пишевар добился аудиенции у президента Обамы, после чего президент поручил Бюро по научно-технической политике своей администрации изучить идею. Постепенно Пишевар привлёк в компанию, которую назвал Hyperloop Technologies Inc. (Hyperloop Tech), следующих партнёров: сооснователя Palantir и совладельца венчурного фонда Formation 8 Джо Лонсдэйла, руководителя победной для Обамы президентской кампании 2012 года Джима Мессину, основателя Space Adventures и главу фонда X Prize Питера Диамандиса, члена «мафии PayPal» Дэвида Сакса. Последний стал сопредседателем компании и привлёк к работе над проектом «гуру SpaceX» инженера Кевина Брогана, сменившего имя на Брогана Бемброгана (англ. Brogan BamBrogan).
Hyperloop Tech начиналась в гараже Бемброгана в местечке Лос-Фелис, затем переехала в здание бывшей фабрики мороженого. В планах компании построить опытную трассу, строительство которой оценено в $80 млн, не считая $8,5 млн затрат на инжиниринг и дизайн. На тему выбора участка для строительства уже полноценной трассы были проведены переговоры с Энтони Марнеллом III (англ. Anthony Marnell III), владельцем Marnell Corrao Associates — крупнейшего американского строителя казино. Марнелл давно намеревается соединить Лас-Вегас высокоскоростной железнодорожной линией с Западным побережьем США и является одним из инвесторов проекта XpressWest, которому принадлежит право на возведение подобной дороги.
В ходе двух раундов инвестиций компания смогла привлечь более $92,6 млн. Среди инвесторов оказались Sherpa Ventures, EightVC, ZhenFund, Национальная компания французских железных дорог, Oerlikon Leybold Vacuum (одним из акционеров является Виктор Вексельберг), а также российский венчурный фонд Caspian VC Partners (представляет интересы Зиявудина Магомедова).
11 мая 2016 года в жизни компании произошло два знаковых события. Во-первых, во избежание путаницы с HTT, она была переименована в Hyperloop One. Во-вторых, в городе Норт-Лас-Вегас (Невада) на открытом воздухе было проведено испытание двигателя для Hyperloop. Впрочем, не менее важной новостью из стана Hyperloop One стал на тот момент иск уволившегося Бемброгана к Пишевару, Лонсдэйлу и CEO компании Роберту Ллойду. В то же время один из акционеров проекта, Caspian VC Partners, презентовал на втором Восточном экономическом форуме во Владивостоке план строительства ветки Hyperloop длиной около 65 км по маршруту Хуньчунь (Китай) — порт Зарубино. Средняя скорость движения должна составить около 740 км/ч, инвестиции оцениваются в 30-40 млрд рублей, срок реализации — в 5 лет.
В мае 2017 года компания провела первое полноценное полевое испытание системы. Испытание проводилось на тестовом участке под названием DevLoop, строительство которого завершено месяцем ранее в пригороде Лас-Вегаса. Протяжённость участка составляет 500 м, диаметр трубы — 3,3 м. Пассажирская капсула разогналась до 113 км/ч, а 29 июля скорость удалось поднять до 310 км/ч. По словам З. Магомедова, который стал сопредседателем совета директоров Hyperloop One, при тех же технических характеристиках системы скорость на дистанции 2 км увеличится до 1 000-1 200 км/ч.
В сентябре того же года компания закрыла третий раунд привлечения инвестиций в размере $85 млн. В результате общая сумма инвестиций составила $245 млн, а оценка стартапа превысила $700 млн. В следующем месяце глава Hyperloop One Роб Ллойд (англ. Rob Lloyd) дал пресс-конференцию, где заявил, что ожидает начала реализации первого транспортного проекта в 2019 году с запуском во временную эксплуатацию в 2021 году. По его мнению, строительство вакуумных трасс на треть дешевле высокоскоростных железных дорог, в то время как скорость поездки в 2-3 раза выше. Также он высказал предположение, что билет для поездки на расстояние 50-60 км будет стоить $5.
15 декабря 2017 года компания смогла разогнать свою капсулу до рекордной пока скорости 387 км/ч, а днём ранее из-за сексуального скандала Hyperloop One покинул её основатель Ш. Пишевар. Освободившееся место занял один из новых акционеров Ричард Брэнсон, компания стала называться Virgin Hyperloop One.
В феврале 2018 года компания заключила с правительством Индии соглашение о строительстве трассы в штате Махараштра, между городами Пуна и Мумбаи. Предполагается, что после 6-месячного исследования проекта Virgin Hyperloop One возведёт в течение 2-3 лет демонстрационную трассу, а в течение следующих 5-7 лет — и полноценную дорогу. В начале мая объявлено о том, что компания создала совместное предприятие с портовым оператором DP World, которое будет называться DP World Cargospeed. Оно задумано как оператор грузоперевозок на технологиях Virgin Hyperloop One. Несколькими днями позже принадлежащая BMW дизайнерская студия Designworks представила концепт салона пассажирской капсулы.
В октябре 2018 года Брэнсон покинул пост главы совета директоров из-за конфликта с властями Саудовской Аравии, вызванного убийством журналиста Джамаля Хашогги. Освободившееся место занял руководитель DP World Султан Ахмед бен Сулайем, а должность CEO получил Джей Уолдер, ранее возглавлявший MTR Corporation.
28 июля 2019 года компания подписала соглашение с правительством Саудовской Аравии о строительстве самого длинного полигона (35 километров) для вакуумного поезда Hyperloop.
В ноябре 2020 года компания осуществила пробную перевозку двух пассажиров примерно на 500 метров в специальной капсуле, проходящей в вакуумном туннеле на испытательном полигоне Virgin Hyperloop в Неваде. Капсула развила скорость 170 км/ч, вся поездка заняла 6,25 секунды. В настоящее[какое?] время компания строит десятикилометровую испытательную трассу в Западной Вирджинии и планирует запустить коммерческий вакуумный поезд в 2021 году.

### SpaceX
Как оказалось, Илон Маск тоже не готов совсем отказаться от реализации проекта. В январе 2015 года он заявил на Техасском транспортном форуме, что собирается построить пробную трассу Hyperloop длиной 8 км, и лидирующее место в списке потенциальных участков для строительства принадлежит Техасу.
В июне того же года SpaceX объявила конкурс на дизайн пассажирской капсулы. Капсулы предполагалось испытать в ходе гонок на пробной трассе в калифорнийском Хоторне, где расположена штаб-квартира компании. Соревнование получило название Hyperloop pod competition. В январе 2016 года на базе Техасского университета A&M в Колледж-Стейшен состоялся первый этап, на котором были отобраны 22 лучшие команды. Все они получили право испытать свои модели на настоящей трассе в ходе второго этапа. Главный приз достался команде Массачусетского технологического института.
Первоначально проведение финального этапа Hyperloop pod competition ожидалось в середине августа того же года, но было отложено. SpaceX объявила о начале строительства испытательной трассы длиной 1500 м и с диаметром трубы 1,8 м только в начале сентября 2016 года. В итоге заключительный этап состоялся 27 августа 2017 года. Первое место на нём завоевала команда из Мюнхенского технического университета, чья капсула развила скорость 327 км/ч. Впрочем, рекорд немцев продержался всего несколько дней, ведь 31 августа Маск продемонстрировал капсулу, созданную совместно компаниями SpaceX и Tesla, которая смогла достичь скорости 355 км/ч.
В середине октября Маск получил первое официальное разрешение на строительство полноценной трассы Hyperloop. Участок протяжённостью примерно 16,58 км должен связать окраину Балтимора с территорией Ганновер (штат Мэриленд). Ожидается, что дорога станет в дальнейшем частью маршрута Вашингтон — Нью-Йорк с остановками в Балтиморе и Филадельфии. Трасса будет строиться в подземном исполнении, тоннель должна построить Boring Company Илона Маска. В феврале 2018 года Маск получил разрешение на подготовку места строительства станции и первичные земляные работы на пустыре в северо-восточной части Вашингтона.

## Критика
В 2019 году Институт проблем естественных монополий (ИПЕМ) опубликовал экспертное мнение об экономической целесообразности строительства линии Гиперлупа между Москвой и Санкт-Петербургом длиной 650 км и о потенциальной стоимости билета для пассажиров. Рассмотрены три варианта: однотрубное исполнение без гос. субсидии и двутрубное с государственной субсидией в объёме 50 % и без таковой. Оценка капитальных затрат произведена на основе технико-экономического обоснования строительства линии Стокгольм-Хельсинки без учёта стоимости выкупа земли под линию. Вместимость капсул соответствует заявленной НТТ: 28 или 40 мест, минимальные интервалы — 6 минут, предельная скорость — 1102 км/ч, полные перегрузки — не более 1,5g. Срок окупаемости принят равным 20 годам. Результаты проведённых оценок показали, что:
1. Максимально реализуемый пассажиропоток составит 5,2 млн человек в год, что не превосходит перевозки «Сапсаном»;
2. Стоимость билета для поездки одного пассажира в одном направлении в ценах 2019 года будет варьироваться от 16100 рублей при господдержке для двутрубной системы до 48900 рублей для однотрубной без господдержки. Минимальная и средняя стоимость проезда, выраженная в долларах в расчёте на 1 км пути (0,4-0,7$/км), сопоставима с оценкой стоимости проезда на линиях Киев-Одесса (0,4 $/км) и Хельсинки-Таллин (0,5 $/км), но в 3 раза меньше стоимости проезда на линии Мумбай-Пуна (1,6 $/км). Все эти оценки в 10-40 раз больше первоначальных оценок стоимости проезда для линии Лос-Анджелес—Сан-Франциско (0,04 $/км).
3. Стоимость капитальных затрат составит от 18 до 36 млрд долларов в зависимости от исполнения без учёта стоимости отчуждения земли, экологических и прочих экстерналий, что в расчёте на 1 км пути дороже строительства конвенциональной двухпутной ВСМ с эксплуатационной скоростью до 400 км/ч[61][62].
4. Реальное сокращение времени путешествия с учётом передвижения по городу к станции Гиперлупа составит от трёх до двух часов, то есть не более чем в 2-3 раза.
5. Для окупаемости клиентом такой системы может быть лишь долларовый миллионер, причём от 2,4 % до 7,6 % всех долларовых миллионеров России должны пользоваться системой Гиперлуп ежедневно.